# Dénes Bartha
Dénes R. Bartha (* 2. Oktober 1908 in Budapest; † 7. September 1993 bei Budapest) war ein ungarischer Musikwissenschaftler.

## Leben
Bartha studierte in Berlin bei Hermann Abert, Friedrich Blume, Johannes Wolf, Curt Sachs, Erich Moritz von Hornbostel, Arnold Schering und Hans Joachim Moser und promovierte 1930. Anschließend war er bis 1942 Kustos an der Musikabteilung des Ungarischen Nationalmuseums in Budapest und wirkte daneben seit 1935 als Lehrbeauftragter. Von 1947 bis 1979 lehrte er als Professor an der Franz-Liszt-Musikakademie in Budapest und begründete 1951 dort mit Bence Szabolcsi die Musikwissenschaftliche Fakultät.
Außerdem war Bartha Gastprofessor am Smith College (1964), an der Harvard University (1964/65), an der Cornell University (1965/66), an der University of Pittsburgh (1966/67), wo er später die Andrew W. Mellon Professur übernahm (1969–1979), sowie an der University of Washington (1980/81).
Mit seinen Forschungen zu Joseph Haydn erlangte er internationale Bekanntheit. Innerhalb der Haydn-Gesamtausgabe besorgte er die Neueditionen der italienischen Opern La canterina, L’infedeltà delusa und Le pescatrici.

## Publikationen (Bücher)
- Benedictus Ducis und Appenzeller. Ein Beitrag zur Stilgeschichte des 16. Jahrhunderts. Dissertation, Berlin 1930
- Franz Liszt. Sein Leben in Bildern. Leipzig 1936
- Mozarts Klavierwerke. Budapest 1941
- Die Sinfonien Beethovens. Budapest 1956
- Johann Sebastian Bach. Budapest 1956
- Haydn als Opernkapellmeister. Die Haydn-Dokumente der Esterházy-Opernsammlung. Budapest 1960 (zusammen mit László Somfai)
- Joseph Haydn: Gesammelte Briefe und Aufzeichnungen. Kassel 1965